# Елисавета Райкова
Елисавета Райкова (на гръцки: Έλισάβετ Ράικου, Елисавет Райку) е гъркоманска андартска революционерка от XIX век, деятелка на Гръцката въоръжена пропаганда в Македония.

## Биография
Родена е в 1870 година в южномакедонския град Воден, тогава Османската империя, днес Едеса, Гърция. От ранни години взема дейно участие в гръцките борби срещу дейци на Вътрешната македоно-одринска революционна организация. Подпомага дейността на съпруга си Григор Райков (Григориос Райкос), който е един от видните дейци на гръцката въоръжена пропаганда във Воден. След смъртта на съпруга си Елисавет Райкова заема функциите му като връзка с местния андартски център. Действа заедно с ръководителите на воденския гръцки революционен комитет, сред които Йоан Хадзиников. След като Воден попада в Гърция след Междусъюзническата война, Елисавета Райкова е отличена от крал Георгиос I Гръцки с медал за храброст.
Умира в 1960 година.